# 武知凛
武知 凛（たけち りん、1997年6月23日 - ）は、日本のグラビアアイドル。埼玉県出身。KScompanyおよびYScompanyに所属。

## 来歴・人物
- 趣味は観劇・読書、特技は爆乳水泳・マラソン。
- 泳力検定1級、実用英語技能検定試験2級の資格を所有している[1]。
- ミス週刊実話WJガールズ2022ノミネート。

## 出演

### 舞台
- 劇団ハーフアンドハーフ第2回公演『べにてか』まこ役（2016年12月）
- 名前のない演劇祭1『さらば純情のアクアマリンtype-E』三葉/あおい役（2018年8月）
- 名前はない劇団第1回公演『短編、バス・ウォー』番頭役（2019年3月）
- 名前のない演劇祭3『愛の処刑台』アルルネシア 役、『青兎』あの子役（2019年8月）

### 雑誌
- 週刊ポスト 2020年11/6・13号（2020年10月26日、小学館）
- FRIDAY 2020年12/4号（2020年11月20日、講談社）女子大生水着美女図鑑
- グラドル・ザ・ベストDX VOL.2（2021年6月29日、マイウェイ出版）

### インターネット配信
- ニコジョッキー「水着でドン！」#43・#46（2020年11月・2021年6月、ニコニコ生放送）
- ニコジョッキー「ジョッキー学力テスト」#76（2021年8月、ニコニコ生放送）
- ニコジョッキー「エルシャラカーニのジョッキー(仮)」#3（2021年10月、ニコニコ生放送）
- ニコジョッキー「三井里彩と武知凛のニューチャレンジャーズ」（2022年12月・2023年1月、ニコニコ生放送）
- ニコジョッキー「三井里彩と武知凛の乳チャレンジャーズ」（2023年2月 - 、ニコニコ生放送）

## 作品

### イメージビデオ
- J100号室 凛のお部屋（2020年7月31日、スパイスビジュアル）
- 純情Ｊ-100％（2020年11月27日、スパイスビジュアル）
- 僕の恋人が可愛すぎる（2021年6月25日、スパイスビジュアル）
- 淫夢（2021年10月29日、スパイスビジュアル）